# List do Efezjan
List do Efezjan [Ef] – księga w Nowym Testamencie, której autorstwo i adresat są dyskutowane do dziś. Składa się z dwóch części: w pierwszej autor porusza kwestię objawienia i realizacji Bożego planu (Efezjan 1:3 – 3:21), druga zawiera wezwanie do godnego postępowania (Efezjan 4:1 – 6:20).

## Autorstwo
Do XVIII wieku za autora listu uznawano apostoła Pawła. Po raz pierwszy podał to w wątpliwość Edward Evanson w 1792 roku. Wśród współczesnych uczonych panują sprzeczne opinie na temat autorstwa listu. Jedni bronią autorstwa Pawła, inni uznają ten list za deuteropauliński. 
Poniższa tabela przedstawia, jak na przestrzeni wieków uczeni wyrażali swe poglądy na temat autorstwa listu. Liczby obrazują poszczególnych uczonych. Tabela skupia się na ostatnich dwóch wiekach, ponieważ do 1792 roku, niemalże wszyscy uczeni opowiadali się za autorstwem Pawła. Nie uwzględnia również uczonych Kościoła Wschodniego, którzy jednomyślnie optowali za autorstwem Pawła.
| LATA      | ZA AUTORSTWEM PAWŁA | ZMIANA STANOWISKA | PRZECIW AUTORSTWU PAWŁA |
| --------- | ------------------- | ----------------- | ----------------------- |
| 1519–1800 | 4                   | 0                 | 1                       |
| 1801–1825 | 1                   | 0                 | 1                       |
| 1826–1850 | 4                   | 1                 | 3                       |
| 1851–1860 | 5                   | 0                 | 0                       |
| 1861–1870 | 3                   | 0                 | 5                       |
| 1871–1880 | 0                   | 0                 | 4                       |
| 1881–1890 | 7                   | 0                 | 2                       |
| 1891–1900 | 11                  | 1                 | 2                       |
| 1901–1910 | 14                  | 0                 | 5                       |
| 1911–1920 | 8                   | 0                 | 6                       |
| 1921–1930 | 7                   | 0                 | 4                       |
| 1931–1940 | 8                   | 2                 | 7                       |
| 1941–1950 | 9                   | 0                 | 5                       |
| 1951–1960 | 20                  | 3                 | 9                       |
| 1961–1970 | 19                  | 3                 | 13                      |
| 1971–1980 | 15                  | 1                 | 19                      |
| 1981–1990 | 8                   | 3                 | 15                      |
| 1991–2001 | 20                  | 0                 | 20                      |
| SUMA      | 163                 | 14                | 121                     |

### Za Pawłem
Dowody przemawiające za autorstwem Pawła są następujące: 
- Wczesnochrześcijańscy pisarze cytują fragmenty listu (Klemens Rzymski[3], Didache[4], Ignacy Antiocheński[5], Polikarp ze Smyrny[6], Justyn Męczennik[7]) albo wyraźnie wskazują autora cytowanych słów (Ireneusz z Lyonu[8], Teodot[9], Bazylides[10], Ptolemeusz[11], Walentyn[12], Klemens Aleksandryjski[13]). W Kanonie Muratoriego występuje jako drugi list Pawłowy[14]. Pojawił się również w kanonie Marcjona, pod zmienioną nazwą Listu do Laodycejczyków. Tertulian w dziele Przeciw Marcjonowi stanowczo przeciwstawia się temu poglądowi i twierdzi, że „na podstawie prawdy Kościoła mamy wiadomość, że ten List został wysłany do Efezjan, a nie do Laodycejczyków” (V,17,1)[15]. Historyk Kościoła Euzebiusz z Cezarei wyraża pogląd, że autorstwo czternastu listów Pawła „to rzecz jasna i pewna”[16]. Cytaty z Listu do Efezjan spotykamy również w pismach z Nag Hammandi: w Hipostazie archontów (II.86.20–25), gdzie cytat wprowadzono sformułowaniem „wielki apostoł”, oraz w Egzegezie o duszy (II.6.131), w którym wprost powiedziano o „Pawle”, jako autorze zacytowanych słów[17].

- Dowody wewnątrztekstowe przemawiają za autorstwem Pawła. Autor listu nazywa siebie „Pawłem” (Ef 1,1; 3,1) i często mówi w pierwszej osobie (Ef 1,16; 3,14; 4,1; 6,19-20)[17]. Podobny schemat zaobserwowano w innych listach, których autorstwo Pawła nie podlega dyskusji (por. 2 Kor 1,1; Gal 1,1; Kol 1,1; 2 Kor 10,1; Gal 5:2; Kol 1,23; 1 Tes 2,18)[18].
- Budowa listu jest podobna do innych listów przypisywanych Pawłowi. Wyróżnić w nich można wstępne pozdrowienia, błogosławieństwa, część dogmatyczną, część parenetyczną, epilog. Słownictwo listu jest podobne do znajdującego się w listach o niekwestionowanym autorstwie[18].
- W liście konsekwentnie przedstawiono główne idee teologii Pawła. Wracają takie tematy jak: łaskawa suwerenność Boga (Ef 1,3.9.11.12; 2,4–7); odkupienie dzięki śmierci Chrystusa na krzyżu (Ef 1,7; 2,13–18); zmartwychwstanie i wywyższenie Chrystusa (1,20–22); działanie Ducha Świętego (Ef 2,18.22; 3,5.16; 4,1–4.30; 5,18; 6,18)[18].

### Przeciw Pawłowi
Dowody przemawiające przeciwko autorstwu Pawła są następujące:
- Zależność Listu do Efezjan od innych listów Pawła, szczególnie od Listu do Kolosan, wskazuje, że jego autorem nie był Paweł, ale ktoś, kto czerpał inspirację z jego listów.

Poniższa tabela ukazuje wyraźne podobieństwa między obydwoma listami. Niektórzy zwracają uwagę, że autor Listu do Efezjan korzysta z Kolosan jako źródła kompozycji, ale w sposób swobodny, wprowadzając własne idee niezależne od głównego przesłania Listu do Kolosan.
| TEMAT                                                                          | EFEZJAN          | KOLOSAN            |
| Pozdrowienia                                                                   | 1,1-2            | 1,1-2              |
| Święci i nieskalani w oczach Boga                                              | 1,4; 5,27        | 1,22               |
| Odkupienie przez krew Chrystusa                                                | 1,7              | 1,14, 20           |
| Bóg napełnia swoich czcicieli mądrością, głębszym poznaniem oraz zrozumieniem. | 1,8, 17          | 1,9-10             |
| Poznanie Bożej woli                                                            | 1,9              | 1,9                |
| Wszystko zostało stworzone poprzez Chrystusa                                   | 1,10             | 1,16               |
| Paweł słyszał o wierze swoich czytelników                                      | 1,15-16          | 1,3-4              |
| Paweł modli się za odbiorców listu                                             | 1,16             | 1,9                |
| Nadzieja wierzących                                                            | 1,18             | 1,5, 27            |
| Dziedzictwo dla świętych                                                       | 1,18             | 3,24               |
| Umacnianie się w Bogu                                                          | 1,19; 3,16; 6,10 | 1,11               |
| Wysoka pozycja Chrystusa                                                       | 1,21             | 1,13, 16; 2,10, 15 |
| Chrystus głową dla Kościoła                                                    | 1,22; 4,15-16    | 1,18, 24           |
| Chrystus – Pełnią Boga                                                         | 1,23; 3,19       | 1,19; 2,9          |
| Chrystus napełnia wszystko                                                     | 1,23             | 3,11               |
| Ludzie poza Chrystusem są martwi w grzechu                                     | 2,13             | 2,13; 3,7          |
| Bóg ożywia w Chrystusie i jego zmartwychwstaniu                                | 2,5, 6           | 2,12-13            |
| Pojednanie dzięki krwi Chrystusa                                               | 2,13             | 1,20               |
| Pokój wśród chrześcijan                                                        | 2,14-15          | 3,15               |
| Chrystus wypełnił Prawo                                                        | 2,14-15          | 2,14               |
| Wzrastanie w Chrystusie                                                        | 2,20-22          | 2,7                |
| Powierzono Pawłowi tajemnicę                                                   | 3,2-4            | 1,25-27; 2,2       |
| W Pawle działa moc otrzymana jako dar łaski Boga                               | 3,7, 20          | 1,29               |
| Tajemnica Boża ukrywana od wieków                                              | 3,9              | 1,26               |
| Zakorzenieni w Chrystusie                                                      | 3,17             | 2,7                |
| Cnoty chrześcijańskie                                                          | 4,20, 31; 5,1    | 3,12-14            |
| Zachęta do utrzymywania jedności                                               | 4,3              | 3,14               |
| Stawać się dorosłym/zupełnym w Chrystusie                                      | 4,13             | 1,28               |
| Dochodzenie miary wielkości według Pełni Chrystusa                             | 4,13             | 2,10               |
| Wzrastanie w Chrystusie                                                        | 4,16             | 2,19               |
| Dawniej jako obcy dla Boga                                                     | 4,18             | 1,21               |
| Nieczystość i rozpusta wśród niewierzących                                     | 4,19             | 3,5                |
| Przyodzianie się w nowego człowieka                                            | 4,22-24          | 3,9-10             |
| Odrzucenie kłamstwa i mówienie prawdy                                          | 4,25             | 3,9                |
| Szkodliwa mowa                                                                 | 4,29; 5,4        | 3,8                |
| Budująca mowa                                                                  | 4,29             | 4,6                |
| Odrzucenie gniewu, zła i obelżywej mowy                                        | 4,30             | 3,8                |
| Wybaczać                                                                       | 4,31             | 3,13               |
| Nie dajcie się oszukać!                                                        | 5,6              | 2,4, 8             |
| Nadchodzi gniew Boży                                                           | 5,6              | 3,6                |
| Postępować, aby podobać się Panu                                               | 5,10             | 3,20               |
| Postępować mądrze i wykorzystywać nadarzającą się okazję                       | 5,15             | 4,5                |
| Śpiewać psalmy, pieśni duchowe i pochwalne                                     | 5,19             | 3,16               |
| Składać podziękowania Bogu naszemu i Ojcu                                      | 5,20             | 3,17               |
| Wskazówki dla żon                                                              | 5,22             | 3,18               |
| Wskazówki dla mężów                                                            | 5,25             | 3,19               |
| Wskazówki dla dzieci                                                           | 6,1              | 3,20               |
| Wskazówki dla ojców (rodziców)                                                 | 6,4              | 3,21               |
| Wskazówki dla niewolników                                                      | 6,5-8            | 3,22-25            |
| Wskazówki dla panów                                                            | 6,9-10           | 4,1                |
| Modlić się i czuwać                                                            | 6,18             | 4,2                |
| Modlitwa w intencji Pawła                                                      | 6,19-20          | 4,3-4              |
| Tychik, współpracownik Pawła                                                   | 6,21-22          | 4,7-8              |
| Końcowe błogosławieństwo                                                       | 6,24             | 4,18               |

- Liczba występujących w liście hapaks legomenon, która jest o wiele większa, niż w listach, których autorstwo pawłowe nie jest podważane. Są to następujące słowa: ἄθεος (2,12); αἰσχρότης (5,4); αἰχμαλωτεύω (4,8); ἀνανεόω (4,23); ἄνοιξις (6,19); ἀπαλγέω (4,19); ἄσοφος (5,15); βέλος (6,16); ἐκτρέφω (5,29; 6,4); ἐλαχιστοτέρῳ (3,8) stopień wyższy od ἐλάχιστος; ἑνότης (4,3, 13); ἐξισχύω (3,18); ἐπιδύω (4,26); ἐπιφαύσκω (5,14); ἑτοιμασία (6,15); εὔνοια (6,7); εὐτραπελία (5,4); θυρεός (6,16); καταρτισμός (4,12); κατώτερος (4,9); κληρόω (1,11); κλυδωνίζομαι (4,14); κοσμοκράτωρ (6,12); κρυφῇ (5,12); κυβεία (4,14); μακροχρόνιος (6,3); μέγεθος (1,19); μεθοδεία (4,14; 6,11); μεσότοιχον (2,14); μωρολογία (5,4); πάλη (6,12); παροργισμός (4,26); πολυποίκιλος (3,10); προελπίζω (1,12); προσκαρτέρησις (6,18); ῥυτίς (5,27); συμμέτοχος (3,6; 5,7); συμπολίτης (2,19); συναρμολογέω (2,21; 4,16); συνοικοδομέω (2,22); σύσσωμος (3,6)[20]. Niektórzy uznają styl listu za zawiły i skomplikowany, jak na Pawła (np. zdania złożone z 1,15-23 oraz 4,11-16)[18].
- Różnice doktrynalne między Listem do Efezjan a pozostałymi pismami Pawła. Na przykład w Liście do Efezjan Kościół traktowany jest jako zjawisko uniwersalne zbudowane na fundamencie apostołów i proroków, natomiast w pozostałych listach – jako wspólnota lokalna, której jedynym fundamentem jest Chrystus (por. Ef 1:21–23; 2:20 z 1 Kor. 1:2; 3:11). Nie ma też w Liście do Efezjan żadnych wzmianek o oczekiwaniu paruzji[21].

## Adresat
Problemem w ustaleniu adresatów listu może być brak w najstarszych i najlepszych rękopisach frazy „w Efezie” w 1:1. Niektórzy badacze popierają pogląd Marcjona, który uważał, że list ten został napisany do Kościoła w Laodycei. Jeszcze inni brak wspomnianej frazy tłumaczą okólnikowym charakterem listu, który adresowano do kilku Kościołów.

## Data powstania i cel
Badacze uznający autorstwo Pawła podają jako datę powstania listu rok 62 n.e., podczas pobytu Pawła w więzieniu w Rzymie. Ci, którzy obstają za autorstwem deuteropaulińskim, wskazują na koniec I wieku n.e. (80–100 n.e.).
List przypomina czytelnikom o wywyższeniu Chrystusa, o roli Kościoła jako „ciała Chrystusa” oraz o pojednaniu Żydów i pogan w Kościele pod przewodnictwem Chrystusa. Podano w nim też praktyczne wskazówki, pomagające utrzymać jedność w Kościele. Niektórzy członkowie Kościoła mogli zmagać się z poprzednim stylem życia, osadzonym w praktykach okultystycznych, mogło też dochodzić do tarć na tle różnic narodowościowych.

## Teologia
Pierwsze trzy rozdziały listu rozwijają myśl o jedności w Chrystusie. Zgodnie z Bożym planem zbawienia, pragnie on „wszystko na nowo zjednoczyć w Chrystusie jako Głowie: to, co w niebiosach, i to, co na ziemi” (Efezjan 1:10). Chrystus został ustanowiony „Głową dla Kościoła, który jest Jego Ciałem, Pełnią Tego, który napełnia wszystko wszelkimi sposobami” (Efezjan 1:22–23).
W kolejnych trzech rozdziałach scharakteryzowano rolę Kościoła w Bożym planie zbawienia. Kościół nie jest jedynie lokalnym punktem, ma charakter uniwersalny (Efezjan 1:22; 3:10, 21; 5:23–25, 27, 29, 32). Przyrównano go do „Ciała Chrystusowego”, które rozwija się „aż do jedności wiary i pełnego poznania Syna Bożego”, dzięki osobom, którym zostały udzielone dary charyzmatyczne (Efezjan 4:11–14). W innym miejscu określono go „mieszkaniem Boga” (Efezjan 2:22), a stosunki na linii Chrystus – Kościół opisano za pomocą metafory relacji między małżonkami (Efezjan 5:25–32). Każdy członek Kościoła bierze udział w jego rozwoju i od każdego wymaga się zerwania z poprzednim stylem życia, i odpowiedniego postępowania ze współwyznawcami oraz z członkami swych rodzin (Efezjan 4:22 – 6:9).

## Kompozycja listu
Kompozycja listu przedstawia się następująco:
- I.	Wstęp (1:1–23)
  - A)	Pozdrowienia (1:1–2)
  - B)	Błogosławieństwo (1:3–14)
  - C)	Dziękczynienie (1:15–23)
- II.	Korpus listu (2:1 – 6:20)
  - A)	Oświadczenie o tajemnicy Chrystusa (2:1 – 3:21)
    - 1.	Zmartwychwstanie i pojednanie (2:1–22)
    - 2.	Paweł jako sługa dzięki łasce Boga (3:1–13)
    - 3.	Modlitwa i doksologia (3:14–21)

  - B)	Wezwanie do prowadzenia chrześcijańskiego życia (4:1 – 6:20)
    - 1.	Podstawowe sugestie (4:1–24)
      - a)	Utrzymanie jedności Ducha (4:1–16)
      - b)	Zdjęcie starej natury (4:17–22)
      - c)	Założenie nowej natury (4:23–24)

    - 2.	Szczegółowe sugestie (4:25 – 6:9)
      - a)	Różne tematy (4:25 – 5:20)
      - b)	Życie w gospodarstwie domowym (5:21 – 6:9)

    - 3.	Końcowe napomnienia (6:10–20)
      - a)	Nałożyć całą zbroję Bożą (6:10–17)
      - b)	Modlić się w duchu (6:18–20)
- III.	Zakończenie listu
  - A)	Rekomendacje dla Tychika (6:21–22)
  - B)	Błogosławieństwo (6:23–24)